# البنك السعودي التجاري المتحد
البنك السعودي التجاري المتحد بنك سعودي سابق، اندمج في بنك القاهرة السعودي في عام 1996. تحت اسم البنك السعودي المتحد، وبعد سنتين من ذلك استحوذ البنك السعودي الأمريكي - يعرف باسم مجموعة سامبا المالية-

واندمجت مجموعة سامبا المالية في البنك الأهلي السعودي في عام 2021

## تأسيسه
في عام 1988 قام الأمير الوليد بن طلال بن عبد العزيز آل سعود، بشراء حصة أغلبية في البنك السعودي التجاري المتحد الذي كان مؤسسة مالية متعثرة وأصبح من أفضل البنوك ربحية في الخليج، فقد زادت حقوق المساهمين أكثر من 800% وزادت قيمة أسهمه السوقية عشرين ضعفاً. قام الأمير عام 1997 بدمجه مع بنك القاهرة السعودي تحت اسم البنك السعودي المتحد. وفي يناير 1999 تم دمج البنك السعودي المتحد والبنك السعودي الأمريكي لتكوين أكبر شركة من حيث رأس المال وأكبر مصرف في الشرق الأوسط.